# Unione Sportiva Cairese 1985-1986
Questa voce raccoglie le informazioni riguardanti l'Unione Sportiva Cairese nelle competizioni ufficiali della stagione 1985-1986.

## Rosa
| N. |                   | Ruolo | Calciatore            |
| -- | ----------------- | ----- | --------------------- |
|    | Italia (bandiera) | A     | Stefano Altovino      |
|    | Italia (bandiera) | P     | Alessandro Bernini    |
|    | Italia (bandiera) | D     | Mario Bertone         |
|    | Italia (bandiera) | C     | Claudio Bignotti      |
|    | Italia (bandiera) | P     | Claudio Bozzini       |
|    | Italia (bandiera) | C     | Mauro Castellazzi     |
|    | Italia (bandiera) | A     | Pasqualino Di Stefano |
|    | Italia (bandiera) | D     | Vincenzo Eretta       |
|    | Italia (bandiera) |       | Esposito              |
|    | Italia (bandiera) | A     | Giordano Facchi       |
|    | Italia (bandiera) | A     | Marco Fracas          |
|    | Italia (bandiera) | C     | Tiberio Loda          |
|    | Italia (bandiera) |       | Macciò                |

| N. |                   | Ruolo | Calciatore            |
| -- | ----------------- | ----- | --------------------- |
|    | Italia (bandiera) | D     | Carlo Marazzi         |
|    | Italia (bandiera) |       | Maschio               |
|    | Italia (bandiera) |       | Mellina               |
|    | Italia (bandiera) | C     | Massimiliano Natale   |
|    | Italia (bandiera) |       | Pallavicini           |
|    | Italia (bandiera) | A     | Francesco Pietropaolo |
|    | Italia (bandiera) |       | Pollero               |
|    | Italia (bandiera) | A     | Giancarlo Rigamonti   |
|    | Italia (bandiera) | A     | Fabrizio Rizzola      |
|    | Italia (bandiera) | D     | Giovanni Talami       |
|    | Italia (bandiera) | C     | Michele Tomasino      |
|    | Italia (bandiera) | D     | Maurizio Turone       |
|    | Italia (bandiera) |       | Zemma                 |